# 김도완 (배우)
김도완(金度完, 1995년 3월 8일 ~ )은 대한민국의 배우이다.

## 학력
- 계원예술고등학교 연극영화과 (졸업)
- 세종대학교 영화예술학과 (재학)

## 출연작

### 영화
- 《걸캅스》 (2019년) - 찬영 역
- 《너는 결코 서둘지 말라》(2018년) - 상균 역
- 《박화영》 (2018년) - 상식 역
- 《치즈인더트랩》 (2018년) - 고등학생 2 역
- 《선수들》 (2013년)

### 드라마
- 《ONE : 하이스쿨 히어로즈》 (2025년, Wavve) - 윤기 역
- 《웨딩 임파서블》 (2024년, tvN) - 이도한 역
- 《빅마우스》 (2022년, MBC) - (특별출연)
- 《아직 최선을 다하지 않았을 뿐》 (2022년, TVING) - 한주혁 역
- 《간 떨어지는 동거》 (2021년, tvN) - 도재진 역
- 《스타트업》 (2020년, tvN) - 김용산 역
- 《미쓰리는 알고 있다》 (2020년, MBC) - 서태화 역
- 《계약우정》 (2020년, KBS2) - 곽상필 역
- 《KBS 드라마 스페셜 - 사교-땐스의 이해》 (2019년, KBS2) - 한상진 역
- 《열여덟의 순간》 (2019년, JTBC) - 조상훈 역
- 《열두밤》 (2018년, 채널A) - 윤찬 역
- 《위대한 유혹자》 (2018년, MBC) - 유주환 역
- 《옐로우 시즌 1》 (2017년, 웹드라마) 지훈 역
- 《열일곱》 (2017년, 웹드라마) - 지은우 역

### 광고
- 써모스
- 에이노멀 노멀퍼퓸